# Plage rouge

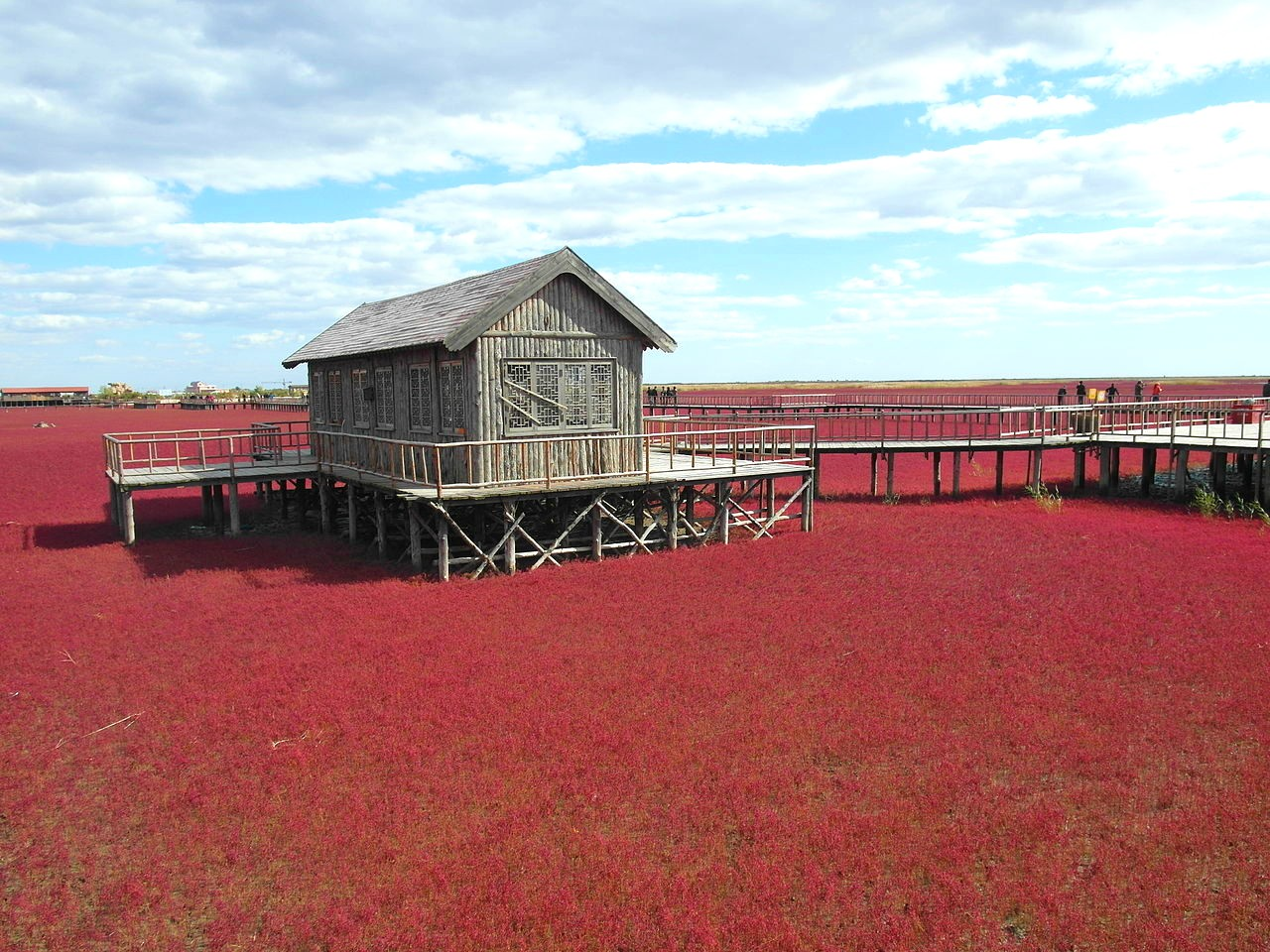
Plage rouge de Panjin

La Plage rouge (chinois simplifié : 红海滩 ; pinyin : hóng hǎitān) ou zone humide de Panjin, est une zone humide de plus de 300 000 ha sur le xian de Dawa de la municipalité de Panjin, dans la province du Liaoning, au Nord-Est de la République populaire de Chine. Elle a la particularité d'être recouverte d'une variété de roseaux, suaeda salsa (碱蓬草, jiǎnpéng cǎo) lui donnant une couleur rouge. C'est la plus grande roselière au monde. La province du Liaoning coopère depuis 2013 avec l'Agence française de développement (AFD) pour la sauvegarde et restauration de la zone humide.

## Biodiversité
La zone humide comporte plus de 235 espèces de plantes, 411 d'animaux, 124 de poissons et 269 d'oiseaux.

### Faune
Le site de Panjin est une aire de repos et de nidification pour les oiseaux migrateurs transitant entre leurs zones de nidification en Russie et en Mongolie, et des zones plus chaudes en Océanie et Asie du Sud-Est. On y trouve notamment des espèces en voie de disparition comme la mouette de Saunders dont il existe 20 000 individus, et la grue à couronne rouge dont il reste 2 700 individus dans le monde.

## Histoire récente
Le roseau y est utilisé pour produire du papier. Pendant la révolution culturelle, une partie des marais est transformée pour cultiver des céréales. Des infrastructures hydrauliques sont également construites pour améliorer la productivité de la roselière. Au début des années 1980, sous le gouvernement de Deng Xiaoping, l'extraction du pétrole devient prioritaire dans la zone. L'asséchement des réserves de pétrole de la région, la prise de conscience des problèmes environnementaux et la possibilité du développement touristique de la région ont poussé le gouvernement à restaurer la zone humide et d'y protéger la biodiversité.
Les objectifs de la restauration sont le réaménagement des zones humides pour rendre de nouveau la roselière productive, utiliser la phytoépuration et phytorestauration pour la dépollution de la zone et enfin développer l'écotourisme et l'éducation environnementale,.